# Most dr. Franje Tuđmana (Čapljina)
Most dr. Franje Tuđmana je most preko rijeke Neretve u Čapljini. Imenovan je po Franji Tuđmanu, prvom predsjedniku Republike Hrvatske.
Izgrađen je 1971. na cesti Ljubuški – Čapljina – Stolac a tijekom rata u Bosni i Hercegovini srušen je 1992. Rekonstruiran je i otvoren za promet 2002. Širina kolnika je 7 metara, a dva nogostupa 2,25 metara (svaki).

## Vanjske poveznice i izvori
|  | Zajednički poslužitelj ima još gradiva o temi Most dr. Franje Tuđmana (Čapljina) |

- Stručna ekskurzija mostu preko Neretve u Čapljini  Arhivirana inačica izvorne stranice od 9. siječnja 2011. (Wayback Machine) Objavljeno 14. lipnja 2001., pristupljeno 31. svibnja 2013.